# Moyvillers

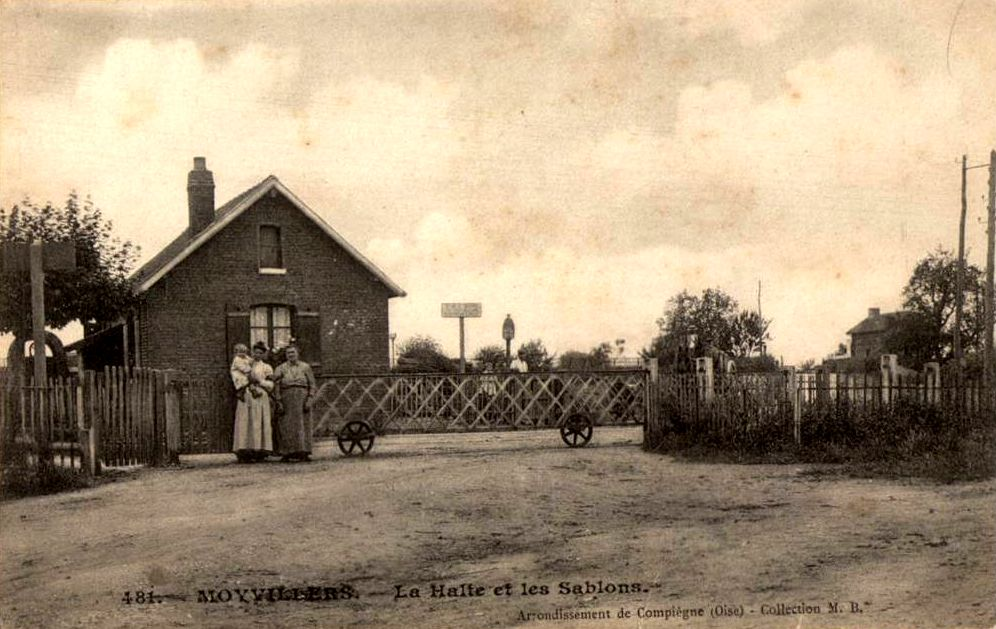
Der Haltepunkt und der Bahnübergang von Moyvillers (Anfang des 20. Jahrhunderts)

Moyvillers ist eine französische Gemeinde mit 666 Einwohnern (Stand: 1. Januar 2022) im Département Oise in der Region Hauts-de-France. Sie gehört zum Arrondissement Compiègne und ist Teil des Kantons Estrées-Saint-Denis. Die Einwohner werden Médiovillarois genannt.

## Geografie
Moyvillers liegt etwa zwölf Kilometer westlich von Compiègne. Umgeben wird Moyvillers von den Nachbargemeinden Estrées-Saint-Denis im Norden und Nordwesten, Remy im Nordosten, Arsy im Osten, Grandfresnoy im Süden und Südosten, Sacy-le-Petit im Süden, Blincourt im Süden und Südwesten sowie Choiy-la-Victoire im Westen und Südwesten. 
Durch die Gemeinde führt die Route nationale 31.

## Bevölkerungsentwicklung
| Jahr      | 1793 | 1836 | 1881 | 1921 | 1962 | 1968 | 1975 | 1982 | 1990 | 1999 | 2006 | 2012 |
| --------- | ---- | ---- | ---- | ---- | ---- | ---- | ---- | ---- | ---- | ---- | ---- | ---- |
| Einwohner | 489  | 509  | 466  | 344  | 421  | 418  | 382  | 467  | 509  | 498  | 569  | 586  |